# 獨協医科大学埼玉医療センター
獨協医科大学埼玉医療センター（どっきょういかだいがくさいたまいりょうせんたー）は、埼玉県越谷市南越谷二丁目にある学校法人獨協学園の運営する大学病院である。

## 沿革
- 1984年6月21日 - 獨協医科大学越谷病院開院。
- 1989年6月2日 - ペインクリニック開設。
- 1998年3月27日 - 脳神経外科、泌尿器科開設。
- 1998年5月11日 - 救命救急センター開設。
- 2001年4月1日 - 精神科(外来)開設。
- 2001年9月7日 - 救急告示医療機関(三次救急)認定。
- 2002年4月1日 - 皮膚科開設。
- 2004年1月26日 - 日本医療機能評価機構病院機能評価認定。
- 2004年5月1日 - 臨床研修指定病院認定。
- 2004年10月1日 - 外来化学療法室開設。
- 2005年2月21日 - 日本医療機能評価機構救急医療機能認定。
- 2006年9月1日 - 臨床工学部設置。
- 2006年6月1日 - DPC導入開始
- 2008年2月8日 - 地域がん診療連携拠点病院認可。
- 2008年4月1日 - 感染防止対策室設置。
- 2008年6月1日 - 精神科をこころの診療科に改称。
- 2008年10月1日 - 腫瘍センター設置。
- 2008年11月1日 - HCU設置、心臓血管外科を心臓血管外科・呼吸器外科に改称。
- 2009年1月1日 - 子どものこころ診療センター設置。
- 2009年2月16日 - 日本医療機能評価機構による病院機能評価V5.0認定。
- 2009年1月21日 - 日本医療機能評価機構による付加機能訪問審査(救急医療機能)更新。
- 2009年11月10日 - 助産師外来開設。
- 2010年2月1日 - 後発医薬品本格導入。
- 2010年4月1日 - 第一外科設置、旧外科(消化器・一般)を第二外科に改称。総合医療相談部設置(旧医療連携室、医療相談室訪問看護部門を集約)。
- 2010年7月1日 - 乳腺センター、内視鏡センター設置。
- 2010年11月1日 - 腎臓内科、SCU設置。
- 2011年3月1日 - 透析センター設置。
- 2011年6月1日 - 神経内科設置。内科(内分泌代謝・血液・神経)を糖尿病内分泌・血液内科に改称。
- 2012年10月1日 -  附属腎・予防医学センター設置。
- 2017年11月15日 - 獨協医科大学埼玉医療センターに名称を変更。許可病床数923床に変更。

## 費用負担
紹介状を持たずに受診した場合には、初診時選定療養費が9,900円別途加算される。クレジットカード、デビットカードで支払いが可能である。

## 診療科
- 内科（内分泌代謝・血液・神経）
- 呼吸器内科
- 消化器内科
- 循環器内科
- 小児科
- 外科（消化器・一般）
- 整形外科
- 心臓血管外科・呼吸器外科
- 小児外科
- 産科婦人科
- 眼科
- 耳鼻咽喉科
- 脳神経外科
- 泌尿器科
- 放射線科
- ペインクリニック
- 救急医療科
- こころの診療科
- 皮膚科
- リハビリテーション部

## 医療機関の指定等
- 保険医療機関
- 労災保険指定医療機関
- 指定自立支援医療機関（更生医療・育成医療・精神通院医療）
- 身体障害者福祉法指定医の配置されている医療機関
- 精神保健指定医の配置されている医療機関
- 生活保護法指定医療機関
- 指定養育医療機関
- 戦傷病者特別援護法指定医療機関
- 原子爆弾被爆者医療指定医療機関
- 原子爆弾被爆者一般疾病医療取扱医療機関
- 第二種感染症指定医療機関
- 公害医療機関
- 母体保護法指定医の配置されている医療機関
- 災害拠点病院
- 救命救急センター
- 臨床研修指定病院
- がん診療連携拠点病院
- 特定疾患治療研究事業委託医療機関
- DPC対象病院
- 小児慢性特定疾患治療研究事業委託医療機関
- 埼玉県特別機動援助隊（埼玉SMART）
- 災害派遣医療チーム（DMAT）

## 交通アクセス
- 東武鉄道伊勢崎線「新越谷駅」下車 徒歩3分
- JR武蔵野線「南越谷駅」下車 徒歩3分